# Ž
La letra Ž ( minúscula : ž) se forma a partir de una Z latina con la adición de un carón, llamado en checo: háček, en eslovaco: mäkčeň, en esloveno: strešica, en serbocroata: kvačica. Se utiliza en varios contextos, generalmente para denotar la fricativa postalveolar sonora, el sonido de la J en francés y portugués (por ej. jour, jornada) o en algunas palabras del inglés como G en mirage o S en vision.
En el Alfabeto Fonético Internacional este sonido se representa con el símbolo [ʒ], pero la ž minúscula se usa en la notación fonética americanista, así como en el Alfabeto Fonético Urálico. Además, ž se utiliza como romanización de la letra cirílica Ж en ISO 9 y en transliteración científica.
Para su uso informático, Ž y ž están en Unicode en U+017D y U+017E, respectivamente. En computadoras con Windows, se puede escribir pulsando Alt + 0142 y Alt + 0158.
Ž suele ser la letra final de la mayoría de los alfabetos que la contienen, excepto en el estonio y el turcomano.

## Historia
Este carácter se origina en el alfabeto checo. En los libros impresos checos apareció por primera vez a finales del siglo XV. Evolucionó a partir de la letra Ż, introducida por el autor de De orthographia Bohemica (probablemente Jan Hus) de principios del siglo XV para indicar una fricativa eslava que no tenía ninguna correspondencia en el alfabeto latino. El punctus rotundus sobreescrito fue reemplazado gradualmente por una línea ondulada llamada háček (carón). Esta ortografía más tarde se convirtió en estándar y fue popularizada por la Biblia de Kralice. También se usó para el similar idioma eslovaco durante el período en el que carecía de una norma literaria. Del checo, esta letra fue adoptada en el alfabeto serbocroata latino de Ljudevit Gaj en 1830, y luego en los alfabetos del eslovaco y esloveno. Además, aparece en las ortografías de lenguas bálticas, algunas lenguas urálicas y otras.

## Uso

### Lenguas eslavas
Es la 42.ª letra del checo, la 46.ª letra del eslovaco, la 25.ª letra del alfabeto esloveno, la trigésima letra del serbocroata y del alfabeto macedonio (como equivalente del  Ж cirílica). Es la 27.ª letra del alfabeto sorabo y también aparece en el alfabeto latino bielorruso.
De vez en cuando se utiliza en transliteraciones del ruso, ucraniano y bielorruso y, con menos frecuencia, en transliteraciones del búlgaro, que suelen usar más a menudo zh.
Para la mayoría de los idiomas, representa una fricativa postalveolar sonora /ʒ/ excepto en las transliteraciones del ruso que pronuncia Ж como una fricativa retrofleja sonora /ʐ/.

### Lenguas bálticas
Es la 32.ª letra del lituano y la 33.ª letra del alfabeto letón.

### Lenguas urálicas
Es la vigésima letra del alfabeto estonio, donde se usa en palabras prestadas. Es la 29.ª letra del alfabeto sami septentrional, donde representa [d͡ʒ].
También aparece ocasionalmente en finlandés, pero no es parte del alfabeto regular y solo se considera una variante de Z.
En finés, la letra ž solo se usa en los préstamos, džonkki y maharadža, y en la romanización del ruso y otros alfabetos no latinos. En finés y estonio, es posible reemplazar ž por zh, pero solo cuando sea técnicamente imposible componer el carácter acentuado.

### Otros idiomas
- Es la decimotercera letra del turcomano, pronunciada [ ʒ ].
- Es la 33.ª letra del alfabeto Laz, donde representa [ d͡z ].
- Es la 27.ª y última letra del alfabeto songhay.
- Se utiliza en la romanización del persa persa, equivalente a ژ.
- También se utiliza en la ortografía estándar del idioma Lakota.
- También se utiliza (extraoficialmente) en griego chipriota para representar [ʒ], que no aparece en el griego moderno estándar ni en el alfabeto griego.
- A veces, se usa para representar el sonido [ ʒ ] del siríaco en préstamos iraníes, aunque el dígrafo «zh» se usa más comúnmente.

## Codificación digital
| Carácter      | Ž                                 | Ž                                 | ž                               | ž                               |
| ------------- | --------------------------------- | --------------------------------- | ------------------------------- | ------------------------------- |
| Unicode       | LATIN CAPITAL LETTER Z WITH CARON | LATIN CAPITAL LETTER Z WITH CARON | LATIN SMALL LETTER Z WITH CARON | LATIN SMALL LETTER Z WITH CARON |
| Codificación  | decimal                           | hex                               | decimal                         | hex                             |
| Unicode       | 381                               | U+017D                            | 382                             | U+017E                          |
| UTF-8         | 197 189                           | C5 BD                             | 197 190                         | C5 BE                           |
| Ref. numérica | &#381;                            | &#x17D;                           | &#382;                          | &#x17E;                         |